# Anguilla bengalensis
Anguilla bengalensis – gatunek dwuśrodowiskowej, katadromicznej ryby z rodziny węgorzowatych (Anguillidae), występującej w regionie Oceanu Indyjskiego.

## Podgatunki
Wyróżniane są dwa podgatunki, do niedawna, ze względu na występowanie na różnych kontynentach, traktowane jako osobne gatunki. Są to:
- Anguilla bengalensis bengalensis[3] Gray, 1831 – podgatunek nominatywny, występuje w Azji: Półwysep Indyjski, Azja Południowa oraz Azja Południowo-Wschodnia, również wyspy na Oceanie Indyjskim (np. Cejlon).
- Anguilla bengalensis labiata[4] Peters, 1852 – występuje w Afryce południowo-wschodniej od Kenii do Republiki Południowej Afryki oraz na wyspach Mauritius i Reunion. Ostatnio widziana na Madagaskarze i w północno-wschodniej Afryce.

## Budowa
Ciało silnie wydłużone, głowa stożkowata, spłaszczona grzbietowo-brzusznie. Część grzbietowa jest oliwkowo-zielona z ciemnobrązowymi przebarwieniami. Ciemnieje z wiekiem. Część brzuszna jasna. Przeciętna długość ciała wynosi 80 cm, maksymalna 200 cm. Maksymalna odnotowana masa ciała to 20 kg.

## Tryb życia
Żywi się żabami, krabami i drobnymi rybami. Osobniki męskie przebywają w słodkich wodach przez 8–10 lat, żeńskie przez 15–20 lat. W porze deszczowej dojrzałe osobniki spływają rzekami do Oceanu Indyjskiego.

### Rozród
Miejsce tarła nie zostało dotychczas poznane. Młody narybek, leptocefale, pojawia się u ujścia rzek od listopada do lutego, wpływa z powrotem do wód słodkich.

## Znaczenie gospodarcze
Anguilla bengalensis jest cenioną rybą konsumpcyjną. Śluz pobrany z żywej ryby, zmieszany z ryżem lub mąką wykorzystuje się w Indiach jako środek na artretyzm.